# Центризм (политика)
Центри́зм — политическая позиция, заключающаяся в балансировании между общественным равенством и общественной иерархией и в противостоянии политическим перекосам как влево, так и вправо.
С понятием центризм связаны левоцентризм и правоцентризм, которые сочетают центризм с уклоном в соответствующую сторону политического спектра. Различные политические идеологии, такие как христианская демократия, либеральный консерватизм и социальный либерализм могут быть классифицированы как центристские. Радикальный центризм может рассматриваться как ярое неприятие ультралевых и ультраправых идей.

## Использование в странах

### Австралия
По обе стороны политики были центристы, которые служили вместе с различными фракциями внутри Либеральной и Лейбористской партий. Центризм представлен умеренными в Либеральной партии и правыми лейбористами в Лейбористской партии.
Австралийские демократы — самая известная центристская партия в истории Австралии. Партия имела представительство в Сенате с 1977 по 2007 год, часто сохраняя баланс сил. Было известно, что организация, созданная Доном Чиппом на основе обещания «держать ублюдков честными», представляла собой «золотую середину». Партия восстановила регистрацию в 2019 году.
Кроме того, в ответ на двухпартийную систему, поддерживающую центристские идеалы, сформировалось множество более мелких групп. Сенатор Южной Австралии Ник Ксенофон в 2014 году основал свою центристскую политическую партию под названием « Команда Ника Ксенофона» (NXT), которая в 2018 году была переименована в «Центральный альянс».

### Бангладеш
В бангладешской политике термин «центр» (а также левоцентристский) часто обозначается бенгальским национализмом и секуляризмом, в отличие от правого крыла, которое обозначается бангладешским национализмом и исламизмом. Авами Лига — старейшая из существующих центристских политических партий в Бангладеш. Первоначально она была основана как левоцентристская партия, но в конце 1970-х годов перешла к центризму.
Другие центристские политические партии в Бангладеш включают Националистическое демократическое движение, либерально-демократическую партию и Бикальпа Дхара Бангладеш.

### Бельгия
Традиционной центристской партией Фландрии был Народный союз, который придерживался социального либерализма и стремился представлять голландскоязычных бельгийцев, которые чувствовали себя культурно подавленными со стороны франкоязычных стран. Новый фламандский альянс является крупнейшим и с 2009 года единственным существующим преемником этой партии. Однако в основном оно состоит из правого крыла бывшего Народного союза и в последние годы приняло более либерально-консервативную идеологию.
Среди франкоязычных бельгийцев Гуманистический демократический центр является центристской партией, поскольку он значительно менее консервативен, чем его фламандский коллега, Христианско-демократический и фламандский центр.
Другими партиями в центре политического спектра являются либеральное реформистское движение и партия франкоязычного меньшинства DéFI.

### Бразилия
В Бразилии существует несколько центристских партий, таких как Бразильское демократическое движение (MDB), всеобъемлющая партия и одна из крупнейших политических партий в Бразилии.
Бразильская социал-демократическая партия (PSDB) является еще одним примером центристской партии в бразильской политике.
Другие центристские партии включают Социал-демократическую партию (Бразилия, 2011 г.) (PSD), Партию зеленых (Бразилия) (PV), Гражданство (Бразилия) (CID) и Республиканскую партию социального порядка (PROS).
Из-за большого количества центристских партий в Бразилии они занимают важную позицию в местной политике, и из-за этого партии, которые не являются частью основных партий правого или левого крыла, уничижительно называются Centrão (что означает «Центр» большой центр").

### Канада
На протяжении всей современной истории канадские правительства на федеральном уровне управляли с умеренной, центристской политической позиции, практикуя «посредническую политику». И Либеральная партия Канады, и Консервативная партия Канады (или ее предшественники) полагаются на привлечение поддержки широкого спектра избирателей. Исторически преобладающие либералы позиционируют себя в центре канадской политической шкалы, будучи более умеренными и центристскими, чем правоцентристские консерваторы. В конце 1970-х годов премьер-министр Пьер Эллиот Трюдо утверждал, что его Либеральная партия Канады придерживается " радикального центра ". Крайне левые и крайне правые политики никогда не были видными силами в канадском обществе.

### Хорватия
Центристскими партиями можно считать Хорватскую народную партию — либерал-демократов и Народную партию — реформистов . Аграрная Хорватская крестьянская партия в последние годы своего существования стала умеренной и центристской, хотя в прошлом она была правоцентристской.

### Чехия
В Чешской Республике есть много видных центристских партий, в том числе синкретическое популистское движение ANO 2011 , гражданско-либертарианская Чешская пиратская партия, давний Христианско-демократический союз — Чехословацкая народная партия и местническая партия «Мэры и независимые»

### Франция
Во Франции существует традиция партий, называющих себя " центристскими ", хотя на самом деле партии со временем меняются. Когда возникает новый политический вопрос и новая политическая партия врывается в мейнстрим, старая левоцентристская партия может быть де-факто оттеснена вправо, но неспособная считать себя партией правых, она примет роль нового центра. . Этот процесс произошел с орлеанизмом, умеренным республиканизмом, радикальным республиканизмом и радикальным социализмом .
Наиболее заметной центристской партией является «Возрождение» (LREM), основанная Эммануэлем Макроном, избранным президентом Франции в мае 2017 года . Макрон предпочитает не использовать термин «центрист» для описания себя, хотя его политика имеет тенденцию быть центристской. . Другая партия — Демократическое движение Франсуа Байру, основанное в 2007 году, которое стало преемником Христианско-демократического союза за французскую демократию .

### США
После Второй мировой войны центризм был доминирующей политической философией в Соединенных Штатах, но в этой традиционно двухпартийной стране не было собственной партии. Например, историк Артур Шлезингер-младший в своей книге 1949 года "Жизненно важный центр " охарактеризовал политическую умеренность как энергичную «Третью силу». Книга защищала либеральную демократию и рыночную экономику от тоталитаризма коммунизма и фашизма. Гарри Трумэн, занимавший пост президента США с 1945 по 1953 год, считается центристским демократом, а Дуайт Эйзенхауэр, президент с 1953 по 1961 год, считается центристским республиканцем.
Начало 1990-х годов было, пожалуй, высшей точкой послевоенной центристской политики в Америке. Журналист и политический обозреватель Э. Дж. Дионн написал в своей книге «Почему американцы ненавидят политику», опубликованной накануне президентских выборов 1992 года, что, по его мнению, американские избиратели ищут «новый политический центр», в котором смешаны «либеральные инстинкты» и «консервативные ценности». Он назвал людей, занимающих эту центральную позицию, «толерантными традиционалистами». Он описал их как верующих в традиционную социальную мораль, обеспечивающую стабильность семьи, как терпимых в пределах разумного к тем, кто бросает вызов этой морали, и как прагматично поддерживающих вмешательство государства в такие сферы, как образование, уход за детьми и здравоохранение, пока бюджеты остаются неизменными, сбалансированными.
Независимый кандидат Х. Росс Перо, который сосредоточил внимание на прагматических вопросах, таких как сбалансированный бюджет, и считался центристом-популистом, получил почти 19 % голосов избирателей на президентских выборах 1992 года, хотя он баллотировался против Билла Клинтона, левоцентристского демократа, и Джорджа Буша-старшего, правоцентристского республиканца. Перо сформировал Партию реформ и баллотировался во второй раз на президентских выборах 1996 года, но с меньшим успехом.
Опрос отношения американцев к правительству, проведенный Gallup в конце 2011 года, показал, что 17 % выразили консервативные взгляды, 22 % — либертарианские взгляды, 20 % — коммунитарные взгляды, 17 % — центристские взгляды и 24 % — либеральные взгляды.
Americans Elect, коалиция американских центристов, финансируемая богатыми донорами, такими как бизнес-магнат Майкл Блумберг, бывший торговец бросовыми облигациями Питер Акерман и менеджер хедж-фонда Джон Х. Бербанк III, в середине 2011 года предприняла попытку создать национальную «виртуальную первичный», который бросит вызов нынешней двухпартийной системе. Группа стремилась выдвинуть кандидатуру центристов в президентский список, имена которых будут в бюллетенях для голосования во всех 50 штатах. Группа сделала ставку на широкое культурное недовольство партийным тупиком в Вашингтоне, округ Колумбия. The Christian Science Monitor заявила, что «политический климат не может быть более созрел для серьезной альтернативы третьей стороны», такой как их усилия, но «препятствует американцам избрать лица пугают», чтобы попасть в избирательные бюллетени.
Вашингтонский политический журналист Линда Киллиан в своей книге « Колеблющееся голосование» 2012 года написала, что американцы разочарованы Конгрессом, его дисфункцией и неспособностью выполнять свою работу. Многие американцы недовольны политическим процессом из-за многих факторов, таких как приток денег в политику и влияние особых интересов и лоббистов. В книге классифицируются четыре типа независимых избирателей, в том числе " республиканцы NPR ", " первые демократы Америки ", «поколение Facebook» и " мамы и папы Starbucks ", которые в значительной степени определяли колеблющиеся голоса на президентских выборах 2012 года. Журналист и писатель Джон Авлон в своей книге «Независимая нация» 2005 года написал, что центризм — это не вопрос компромисса или чтения опросов; скорее, это противоядие от политики разногласий, обеспечивающее принципиальную оппозицию политическим крайностям.
Центристы в двух основных политических партиях США часто встречаются в Новой демократической коалиции , Коалиции синей собаки Демократической партии, Республиканском партнерстве на главной улице Республиканской партии и двухпартийной группе лиц, решающих проблемы . Барака Обаму широко называют центристским президентом-демократом, как и Джо Байдена . Помимо двух основных партий, некоторые центристы входят в Либертарианскую партию, независимые кандидатские движения, такие как «Объедините Америку», соучредителем которой является Чарльз Уилан, и « Партия вперед», созданная Эндрю Янгом в 2021 году